# فینیکس (مریلند)
فینیکس (به انگلیسی: Phoenix) یک منطقهٔ مسکونی در ایالات متحده آمریکا است که در شهرستان بالتیمور، مریلند واقع شده‌است.